# 新金谷站

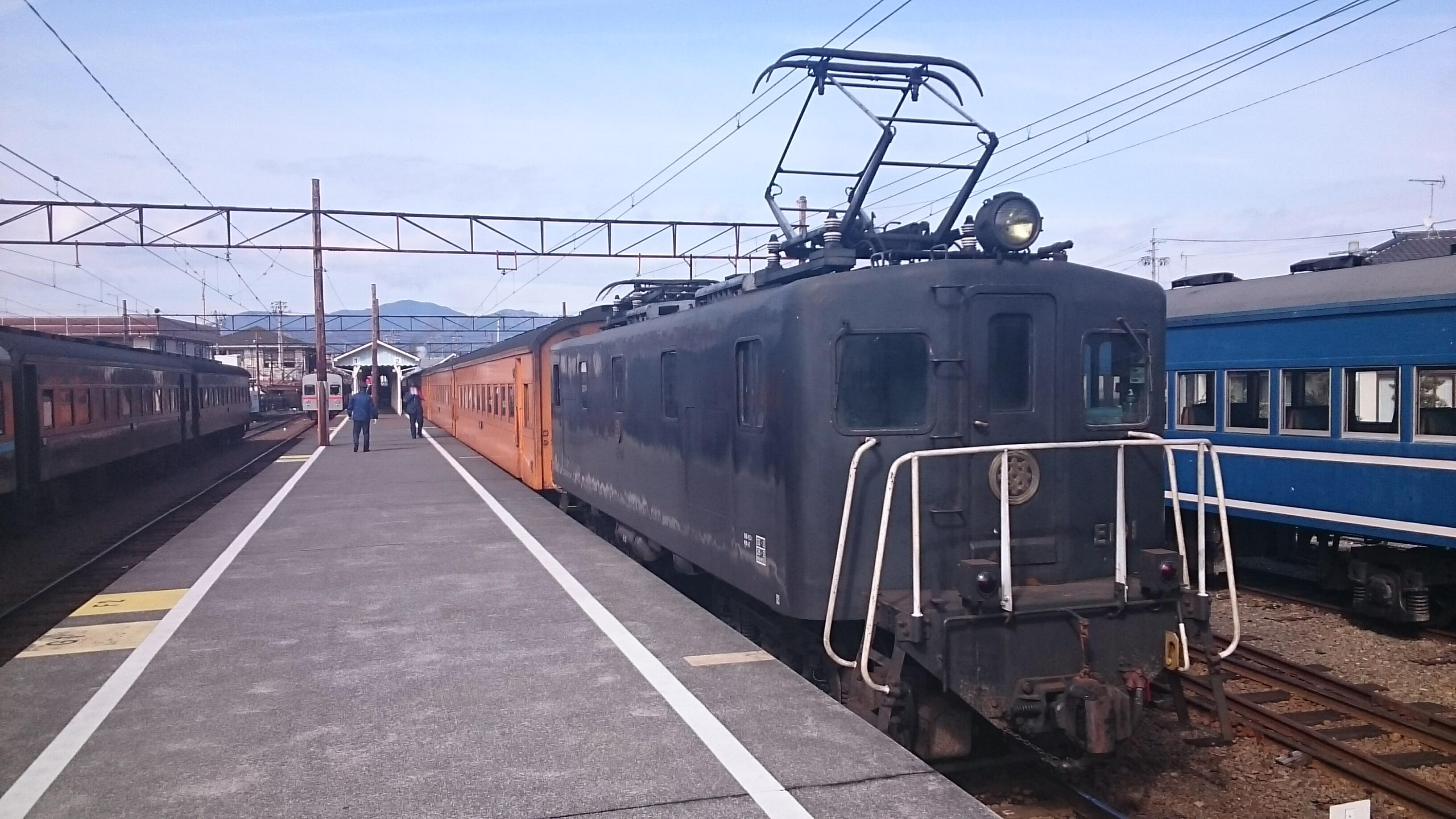
月台（2018年2月）

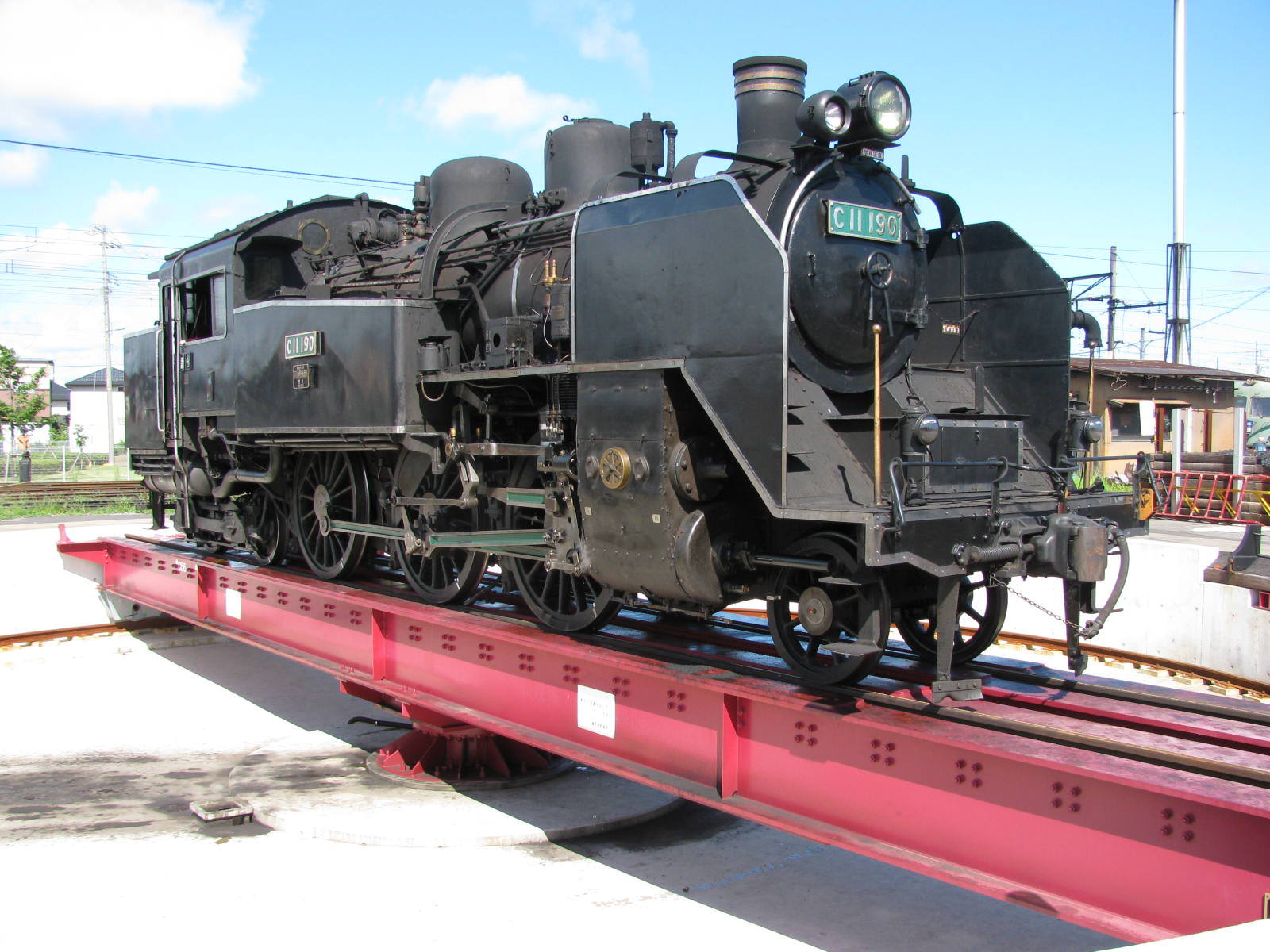
轉車盤與C11 190

新金谷站（日语：／ Shin-Kanaya eki */?）是位於靜岡縣島田市金谷東2丁目1112番2號，大井川鐵道的大井川本線車站。

## 歷史
- 1927年（昭和2年）6月10日 - 車站啟用。

## 車站構造
此站是地面車站，設有1面2線的島式月台。月台上沒有廣播系統，在列車到達時，車站職員會引導乘客乘車。此站設有側線和電留線，用作停泊不使用的機車和客車等。
站內設有停泊和維修蒸氣機車 (SL) 專用的新金谷車輛區。該處實際上是SL到發處，SL出發儀式也會在該處舉行。當SL完成班次後回到該處。曾經存在的轉車盤於1970年（昭和45年）9月28日撤走，因此在該時起不可在此站改變SL方向，長久以來從千頭出發的SL原則上後退駕駛（逆機），並會牽引客車。但是，後來於2010年（平成22年）11月決定再次設置客車，在2011年（平成23年）6月開始工程。在同年10月7日（2011年SL節第一日）開始使用。作為島田市觀光政策的其中一環。轉車盤位於車輛區西邊，SL停泊處北邊，轉車盤可使用電動和手動。
在新金谷車輛區東南方設有側線。在終端部設有退役車輛和貨車。該處會進行車輛拆毀作業，也會運送車輛和物資。由於側線位於路線與大井川的支流，因此通稱「大代川側線」。
車站大樓內設有大井川鐵道總部事務所。車站大樓內設有咖啡店「This is cafe 新金谷站店」。
在2018年（平成30年）11月2日的《官報》號外第242號「文化財產登記文化財產登記」（文部科學省告示第二百十四號）中，宣布車站大樓登錄成為登錄有形文化財。

## 使用狀況
- 在2007年度，1日平均乘車人次為468人[9]。
- 有許多旅行團從觀光巴士會在此站轉乘大井川鐵道的SL急行（日语：SL急行 (大井川鐵道)）。
- 在2011年10月1日起，所有SL急行從此站出發。

## 車站周邊
- Plaza Loco - 前八佰伴的建築物改裝。在1997年（平成9年）4月27日開幕[10]。在建築物內設有售賣SL急行車票的櫃臺、商店和機車博物館[10]。
- 宅圓庵 - 日本左衛門（日语：日本左衛門）首塚
- 沼津熔銅株式會社[11]
- 在2019年（令和元年）7月20日起，開設了靜岡機場至JR金谷站、新金谷站之間的巴士路線，試驗運行1年[12][13]。

## 相鄰車站
大井川鐵道
大井川本線
金谷－新金谷－代官町

## 注腳
1. ↑  【鉄道 地域と走る】大井川鉄道、ホテル会社傘下の再建 じわり効果 （页面存档备份，存于）（日語）《日本經濟新聞》電子版（2019年6月28日）2020年1月9日參閲
2. ↑  . 大井川鐵道株式会社　公式ホームページ.   [2020-04-09]. （原始内容存档于2011-10-05） （日语）.
3. ↑  大井川鐵道(株)新金谷駅でSL転車台お披露目（日語） - 静岡縣官方網站，2011年10月14日。
4. ↑  大井川鐵道・ロケーションサービス （页面存档备份，存于）（日語）（2020年1月9日參閲）
5. ↑  新金谷のカフェ "This is Cafe" （页面存档备份，存于）（日語） This is Cafe官方網站，2015年3月25日參閲
6. ↑  . 官報 (国立印刷局). 2018年11月2日, (号外第242号)  [2018年11月22日]. （原始内容存档于2018年11月21日） （日语）.
7. ↑   (新闻稿). 大井川鐵道. 2018年11月13日  [2018年11月21日]. （原始内容存档于2018年11月15日） （日语）.
8. ↑  . 鉄道チャンネルニュース. Express. 2018年11月14日  [2018年11月21日]. （原始内容存档于2018年11月21日） （日语）.
9. ↑  靜岡縣統計年鑑
10. 1 2  . 交通新聞 (交通新聞社). 1997-05-14: 4 （日语）.
11. ↑  沼津熔銅（日語）Google地圖（2020年1月9日參閲）
12. ↑  . Traicy. 2019-06-26  [2019-06-28]. （原始内容存档于2019-06-28） （日语）.
13. ↑  . 富士山静岡空港.   [2019-08-09]. （原始内容存档于2021-02-09） （日语）.

## 外部連結
- 大井川鐵道 （页面存档备份，存于）（日語）